# Суперкубок Узбекистана по футболу
Суперку́бок Узбекиста́на (узб. Oʻzbekiston Superkubogi / Ўзбекистон Суперкубоги) — национальное соревнование по футболу в Узбекистане, состоящее из одного матча, в котором играют действующий обладатель Кубка Узбекистана и действующий победитель Суперлиги Узбекистана. В случае, если Кубок и Суперлигу выигрывает одна команда, то в игре за Суперкубок ей противостоит команда, занявшая второе место в Суперлиге. Игра за Суперкубок Узбекистана традиционно проводится в конце февраля или в начале марта, открывая новый футбольный сезон в стране. Обычно проводится на нейтральном для обеих команд стадионе.
Организуется совместно Ассоциацией футбола Узбекистана и Профессиональной футбольной лигой Узбекистана.
Был учреждён в 1999 году, когда участвовали победитель Высшей лиги Узбекистана 1998 года — ташкентский «Пахтакор» и обладатель Кубка Узбекистана 1998 — наманганский «Навбахор». Тогда турнир также назывался «Кубком президента Узбекистана» (узб. Oʻzbekiston Prezidenti Kubogi / Ўзбекистон Президенти Кубоги). С 2000 по 2013 год турнир не проводился по различным причинам.
Был возрождён, но уже только под названием «Суперкубок Узбекистана» в 2014 году.

## Розыгрыши
| Дата      | Победитель                                                                                  | Счёт                                | Проигравший                                                 | Стадион                             | Зрители                             |
| --------- | ------------------------------------------------------------------------------------------- | ----------------------------------- | ----------------------------------------------------------- | ----------------------------------- | ----------------------------------- |
| 1999      | Навбахор (Наманган) Обладатель Кубка Узбекистана 1998                                       | 4 : 2                               | Пахтакор (Ташкент) Победитель Чемпионата Узбекистана 1998   | Нефтчи, Фергана                     | 6000                                |
| 2000—2013 | Не проводился по различным причинам                                                         | Не проводился по различным причинам | Не проводился по различным причинам                         | Не проводился по различным причинам | Не проводился по различным причинам |
| 2014      | Бунёдкор (Ташкент) Победитель Чемпионата Узбекистана 2013 Обладатель Кубка Узбекистана 2013 | 2 : 1                               | Локомотив (Ташкент) 2-й призёр Чемпионата Узбекистана 2013  | Джар, Ташкент                       | 4751                                |
| 2015      | Локомотив (Ташкент) Обладатель Кубка Узбекистана 2014                                       | 4 : 0                               | Пахтакор (Ташкент) Победитель Чемпионата Узбекистана 2014   | Бунёдкор, Ташкент                   | 7216                                |
| 2016      | Насаф (Карши) Обладатель Кубка Узбекистана 2015                                             | 1 : 0                               | Пахтакор (Ташкент) Победитель Чемпионата Узбекистана 2015   | Бунёдкор, Ташкент                   | 4748                                |
| 2017      | Не проводился по различным причинам                                                         | Не проводился по различным причинам | Не проводился по различным причинам                         | Не проводился по различным причинам | Не проводился по различным причинам |
| 2018      | Не проводился по различным причинам                                                         | Не проводился по различным причинам | Не проводился по различным причинам                         | Не проводился по различным причинам | Не проводился по различным причинам |
| 2019      | Локомотив (Ташкент) Победитель Чемпионата Узбекистана 2018                                  | 2 : 1                               | АГМК (Алмалык) Обладатель Кубка Узбекистана 2018            | Пахтакор, Ташкент                   | 18000                               |
| 2020      | Не проводился по различным причинам                                                         | Не проводился по различным причинам | Не проводился по различным причинам                         | Не проводился по различным причинам | Не проводился по различным причинам |
| 2021      | Пахтакор (Ташкент) Победитель Чемпионата Узбекистана 2020                                   | 1 : 0                               | Насаф (Карши) серебряный призёр Чемпионата Узбекистана 2021 | Динамо, Самарканд                   | 4000                                |
| 2022      | Пахтакор (Ташкент) Победитель Чемпионата Узбекистана 2021                                   | 1 : 0                               | Насаф (Карши) Обладатель Кубка Узбекистана 2021             | Узбекистан, Яйпан                   | 7215                                |
| 2023      | Насаф (Карши) Обладатель Кубка Узбекистана 2022                                             | 2 : 1                               | Пахтакор (Ташкент) Победитель Чемпионата Узбекистана 2022   | Согдиана, Джизак                    | 6501                                |
| 2024      | Насаф (Карши) Обладатель Кубка Узбекистана 2023                                             | 1:1 (пен 4:3)                       | Пахтакор (Ташкент) Победитель Чемпионата Узбекистана 2023   | Бунёдкор, Ташкент                   | 14140                               |
| 2025      | Насаф (Карши) Победитель Чемпионата Узбекистана 2024                                        | 1:0                                 | ФК Андижан Обладатель Кубка Узбекистана 2024                | Бунёдкор, Ташкент                   | 13100                               |

## Достижения

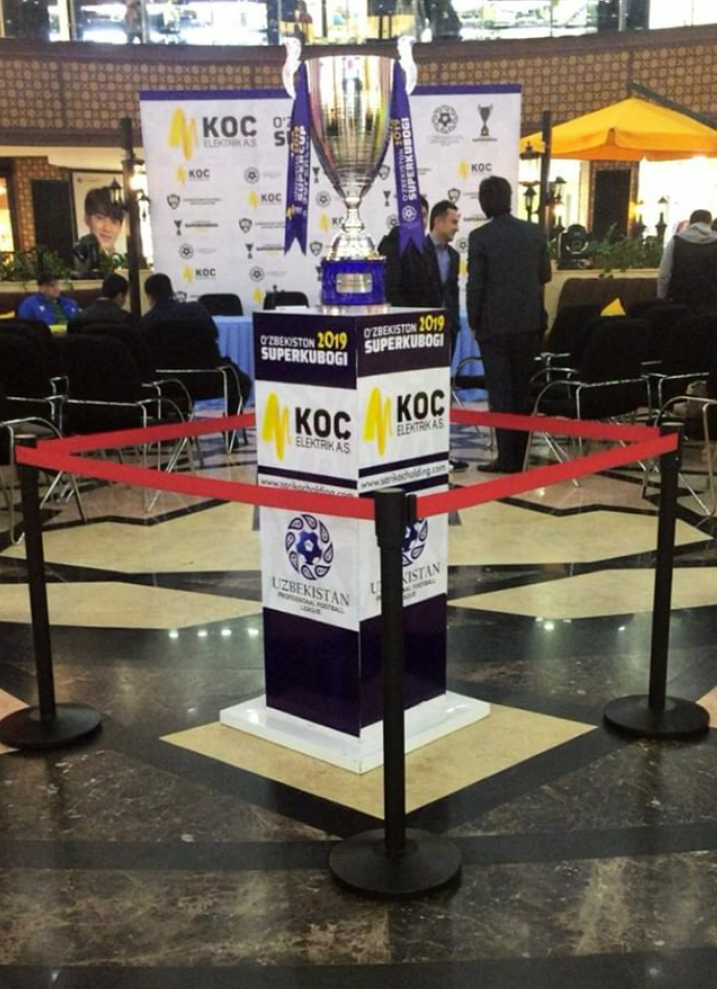
Суперкубок Узбекистана перед розыгрышем 2019 года, на всеобщем обозрении в одном из торгово-развлекательных центров Ташкента.

### По клубам
| Клуб                | Побед                      | Поражений                        |
| ------------------- | -------------------------- | -------------------------------- |
| Насаф (Карши)       | 2016, 2023, 2024, 2025 (4) | 2021, 2022 (2)                   |
| Локомотив (Ташкент) | 2015, 2019 (2)             | 2014 (1)                         |
| Пахтакор (Ташкент)  | 2021, 2022 (2)             | 1999, 2015, 2016, 2023, 2024 (5) |
| Навбахор (Наманган) | 1999 (1)                   |                                  |
| Бунёдкор (Ташкент)  | 2014 (1)                   |                                  |
| АГМК (Алмалык)      |                            | 2019 (1)                         |
| ФК Андижан          |                            | 2025 (1)                         |